# ماركيل همفري
ماركيل همفري (بالإنجليزية: Markel Humphrey)‏ مواليد 21 نوفمبر 1987 في أتلانتا، هو لاعب كرة سلة أمريكي. بدأ مسيرته الاحترافية في سنة 2009. يلعب مع ليونز دي جنيف في الدوري الفرنسي لكرة السلة الدرجة الثانية. يبلغ طوله 6 قدم 6 بوصة (2.0 م). لعب مع ماتريكس ماجيكس وليونز دي جنيف.

## روابط خارجية
- ماركيل همفري على موقع كرة السلة الأوروبية.كوم (الإنجليزية)
- ماركيل همفري على موقع DraftExpress.com (الإنجليزية)
- ماركيل همفري على موقع كلية كرة السلة في سبورتس رفرنس.كوم (الإنجليزية)
- ماركيل همفري على موقع ريلجم (الإنجليزية)
- ماركيل همفري على موقع بروبوليرز (الإنجليزية)